# Dunn Engineering
Dunn war ein US-amerikanischer Chassis-Hersteller im Monoposto-Rennwagenbau der 1950er-Jahre.

## Renngeschichte
Harold Dunn baute in der zweiten Hälfte der 1950er-Jahre Monoposto-Rennwagen für die USAC National Championship und das 500-Meilen-Rennen von Indianapolis, die dort unter der Bezeichnung Dunn Engineering Spezial an den Start gingen. Die US-amerikanischen Piloten Al Herman (1957) und (1959) und Chuck Weyant (1958) gingen mit Dunn-Rennwagen an den Start, wobei der 13. Platz von Herman 1959 die beste Platzierung für einen Dunn in Indianapolis war.
Daneben traten Rennwagen von Dunn Engineering von 1957 bis 1964 in der USAC National Championship an. Bei insgesamt 25 in diesem Zeitraum dokumentierten Einsätzen verpassten die Wagen 9 mal die Qualifikation und erreichten 5 weitere Male keine Zielankunft in Wertung. Die beste Platzierung mit einem Dunn gelang Pilot Chuck Weyant 1959 mit einem 8. Gesamtplatz beim 1959 USAC Milwaukee 200.
Den letzten Einsatz eines Dunn-Rennwagens absolvierte Pilot Jack Conely am 7. Juni 1964 ebenfalls auf dem Milwaukee Mile Speedway.